# De Zalze Golf Club
De De Zalze Golf Club is een golfclub in Stellenbosch, Zuid-Afrika. De golfclub is opgericht in 2000 en heeft een 18-holes golfbaan met een par van 72.
Golfbaanarchitect Peter Matkovich ontwierp de golfbaan en beplantte de fairways met kikuyu-gras, een tropische grassoort, en de greens met struisgras.

## Golftoernooien
- Parmalat Classic: 2004
- South African Amateur Strokeplay Championship: 2006
- Vodacom Origins of Golf Tour: 2012